# Umma (ciutat estat)
|  | Aquest article tracta sobre l'antiga ciutat estat. Vegeu-ne altres significats a «umma (islam)». |

Umma amb Lugal-Zage-Si cap al 2350 aC.

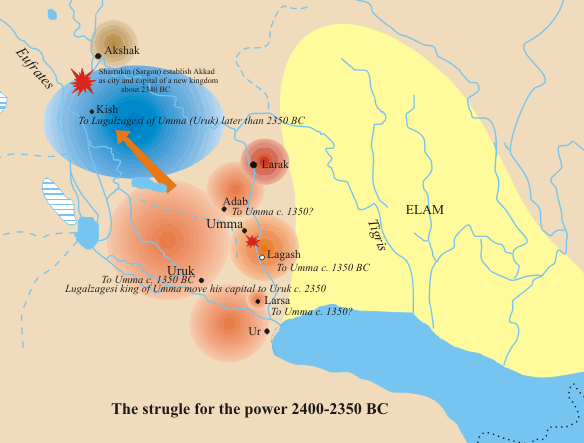
Kish, Umma i Akkad, 2400 a 2350 aC.

Umma (sumeri: 𒄑𒆵𒆠, Umma) va ser una ciutat estat de Mesopotàmia.
S'esmenta cap al 2600 aC, segurament després d'alliberar-se de l'hegemonia d'Uruk. Cap al 2355 aC, Lugal-Zage-Si, el fill del cap religiós local anomenat Babu va usurpar el tron. El nou rei es va apoderar de Lagaix, Uruk, Larsa, Isin, Nippur i Akxak. Altres ciutats se li van sotmetre espontàniament. Va derrotar Kix però no la va ocupar.
Precisament des d'aquesta ciutat de Kish, però a partir d'una nova dinastia que va fundar la ciutat d'Accad i des allí va enderrocar al rei de Kish, va començar l'enfonsament d'Umma. Després de 34 batalles, Sargon I d'Accad va ocupar Umma i tot Sumer en un moment posterior a l'any 2238 aC. Lugal-Zage-Si va caure presoner i Sargon va nomenar un tal Mese com a rei vassall d'Umma.
Les rebel·lions dels anys 2284 aC i 2260 aC no van reeixir, però Umma es va fer independent cap a finals del segle. Cap al 2130 aC, va caure en poder de Gudea de Lagaix, però amb un rei vassall al capdavant. Després va passar a Ur cap al 2110 aC, i es va fer independent el 2022 aC. L'any 2010 aC, va passar a Isin i cap al 1900 aC a Larsa. El 1763 aC, Umma va ser incorporada a Babilònia.

## Llista de reis[3]
- Influència de Xuruppak fins al 2750 aC.
- Influència d'Uruk cap al 2700-2600 aC.
- reis desconeguts c. 2800-2525 aC.
- Ush cap al 2525 aC.
- Enakale cap al 2490 aC.
- Ur-Lumma cap al 2430 aC.
- Lugal-Zage-Si cap al 2355 aC-2335 aC.
- Sota domini d'Akkad cap al 2335 aC:
  - Mese cap al 2335-2300 aC.
  - Ludamu cap al 2300-2284 aC.
  - Asharid cap al 2284-2250 aC.
  - Shurushkin cap al 2250-2220 aC (fill).
- Independent cap al 2220 aC.
- Diversos reis entre el 2220 aC i el 2150 aC.
- Nammakhani cap al 2150-2130 aC.
- A Lagaix entre el 2130 aC i el 2115 aC:
  - Lugalannatum cap al 2130-2115 aC.
- A Ur 2115-2022 aC.
- Independent 2022-2010 aC.
- A Isin 2010-1900 aC.
- A Larsa 1900-1763 aC.
- A Babilònia l'any 1763 aC.